# تاریکی لبه

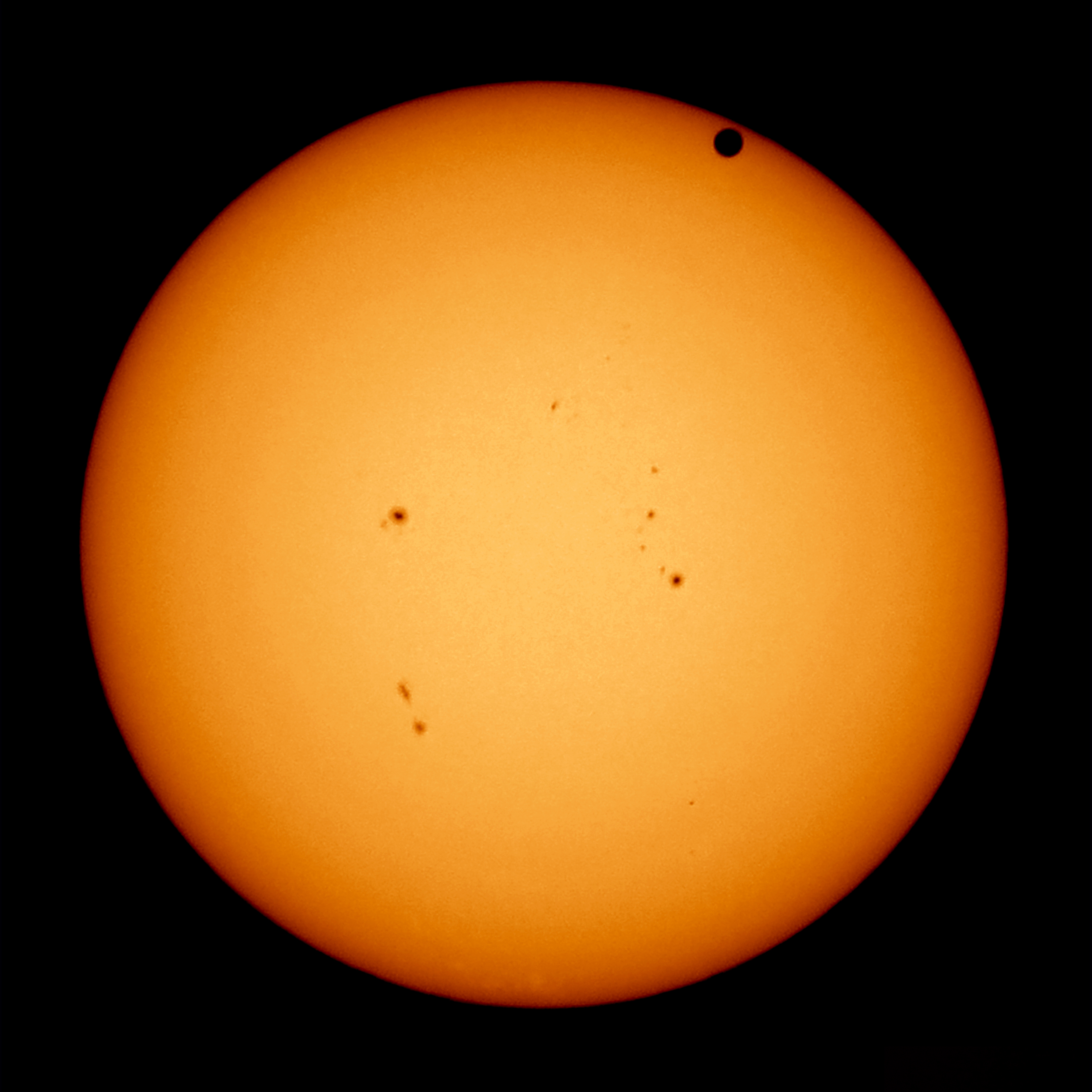
یک تصویر فیلترشده از خورشید. به وضوح لبه خورشید تاریک‌تر از مرکز آن است. این تصویر در هنگام گذر زهره سال ۲۰۱۲ گرفته شده‌است (زهره در بالا راست).

تاریکی لبه (انگلیسی: Limb darkening) پدیده‌ای است که در ستارگان (منجمله خورشید) دیده می‌شود. در این پدیده مرکز ستاره درخشان‌تر از لبه آن است.